# Michael Gove
Michael Andrew Gove, geboren als Graeme Andrew Logan (Edinburgh, Schotland, 26 augustus 1967) is een Brits politicus van de Conservatieve Partij. Hij was minister van Huisvesting, Wijken en Lokale Zaken in het tweede kabinet van Boris Johnson. In die functie werd hij op 6 juli 2022 ontslagen, maar op 25 oktober 2022 herbenoemd in het kabinet-Sunak. Hij was lid van het Lagerhuis voor Surrey Heath sinds 2005; voor de Britse Lagerhuisverkiezingen 2024 stelde hij zich niet opnieuw kandidaat.
Gove was sinds 2010 opeenvolgend bewindspersoon in de kabinetten Cameron I (2010–2015), Cameron II (2015–2016), May II (2017–2019), Johnson I (2019) en Johnson II (2019-2022). Hij was minister van Onderwijs van 2010 tot 2014, ondersecretaris voor Financiën en Whip in het Lagerhuis van 2014 tot 2015, minister van Justitie van 2015 tot 2016 en minister van Milieu, Voedselvoorziening en Agrarische Zaken van 2017 tot 2019. Hij was van 2019 tot 2021 kanselier van het Hertogdom Lancaster, van 2020 tot 2021 minister voor Kabinetszaken en van 2021 tot 2024 (met onderbreking van enkele maanden) minister van Huisvesting.
In 2025 werd hij in de adelstand verheven en benoemd tot lid van het Hogerhuis.

## Biografie

### Vroege jaren
Gove werd geboren als een zoon van een ongetrouwde studente, die hem Graham noemde. Toen hij vier maanden oud was, werd hij geadopteerd door Ernest Gove en zijn echtgenote uit Aberdeen.
Gove studeerde aan de Universiteit van Oxford. In 1996 ging hij werken voor The Times als redacteur en columnist. Hij schreef met name over nieuws en politiek.

### Lagerhuislid  en minister
Gove werd in 2005 voor Surrey Heath in het Lagerhuis verkozen. In dat jaar was hij met zijn fractiegenoten Jeremy Hunt, Daniel Hannan, Greg Clark, David Gauke en Kwasi Kwarteng co-auteur van een politiek pamflet waarin ideeën over modernisering van de Conservatieve Partij werden ontvouwd. Het trok vooral aandacht door een voorstel om de National Health Service, de nationale dienst voor de  gezondheidszorg, te ontmantelen. Van 2010 tot 2014 bezette hij de post van minister van Onderwijs in het kabinet-Cameron I. In het voorjaar van 2013 kwam het tot ernstige meningsverschillen met de vakbonden van leraren, die stuk voor stuk het vertrouwen in hem opzegden. Hoewel premier David Cameron hem aanvankelijk de hand boven het hoofd hield, werd Gove bij een kabinetsherschikking in juli 2014 van zijn ministerschap ontheven. Hij was daarna een jaar 'chief whip' (bewaker van de aanwezigheids- en stemdiscipline) van de conservatieve Lagerhuisfractie. Na de Lagerhuisverkiezingen van mei 2015 werd Gove op 9 mei 2015 benoemd tot minister van Justitie en Lord Chancellor (grootkanselier van Groot-Brittannië).

### Brexit-campagne
Samen met zijn partijgenoten Boris Johnson en Andrea Leadsom (en UKIP-leider Nigel Farage) nam hij als overtuigd voorstander van een brexit het voortouw in de campagne bij het landelijk referendum over het Britse EU-lidmaatschap. Een van zijn argumenten was zijn opvatting dat het visbedrijf van zijn vader door Europees beleid ten onder zou zijn gegaan. Zijn vader Ernest Gove sprak dat echter tegen. Ook Goves uitspraak dat Groot-Brittannië nu wel "genoeg deskundigen had gehad" riep veel reacties op en is voor zijn tegenstanders gaan gelden als schoolvoorbeeld van populistisch denken, waarbij het volk werd opgeroepen de waarschuwingen van deskundigen in de wind te slaan. De bewering, geherformuleerd als "GB heeft genoeg van deskundigen", werd een gevleugeld woord. Veel later gaf hij een meer genuanceerde uitleg van wat hij bedoeld had.
Op 23 juni 2016 koos de meerderheid van de Britse kiezers voor een brexit; een dag later kondigde David Cameron zijn vertrek als premier aan. Gove zou de campagne van Boris Johnson voor Camerons opvolging leiden, maar gaf te kennen geen vertrouwen te hebben in het leiderschap van Johnson, die afzag van de kandidatuur. In de publieke opinie en ook bij veel van zijn partijgenoten werd dit als "het verraad van Gove" gezien. Hoewel Gove vaak gezegd had ook zichzelf ongeschikt te achten stelde hij zich toch kandidaat. Na een week viel hij af omdat hij te weinig steunverklaringen van fractiegenoten had verzameld. Nadat Theresa May partijleider en premier was geworden verloor Gove op 14 juli 2016 zijn ministerspost.

### Na Brexit
Sinds hij in het Lagerhuis weer backbencher was, was Gove daarnaast weer actief als columnist en journalist voor zijn oude krant The Times. Met een collega had hij een televisie-interview met Donald Trump, op dat moment president-elect van de VS. Bij de Lagerhuisverkiezingen van 8 juni 2017 behield hij zijn zetel. Op 11 juni 2017 keerde hij terug in de regering, toen premier May hem benoemde tot minister van Milieu, Voedsel en Plattelandszaken, kortweg Environment Secretary. In het kabinet-May II trok hij in zijn opvattingen over brexit doorgaans één lijn met minister van Buitenlandse Zaken Boris Johnson, maar toen Johnson in juli 2018 aftrad uit onvrede met het brexit-beleid van May, bleef Gove aan als minister.
In tegenstelling tot diverse andere kabinetsleden bleef Gove premier May steunen bij haar vergeefse pogingen om de brexit-deal door het Lagerhuis te laten aannemen. Toen ze eind mei 2019 haar aftreden aankondigde, behoorde Gove tot degenen die zich kandidaat stelden voor haar opvolging als leider van de Conservative Party en als eerste minister. Hierbij ontstond discussie nadat hij had toegegeven als jong journalist weleens cocaïne te hebben gebruikt. Bij de vijfde stemronde viel Gove af nadat hij steun had gekregen van twee partijgenoten minder dan de nummer 2 Jeremy Hunt, die daardoor de eindstrijd aanging met Boris Johnson.
Hij deed tweemaal een vergeefse poging om gekozen te worden tot partijleider van de Conservatieve Partij, in 2016 als opvolger van Cameron en in 2019 na het aangekondigde aftreden van Theresa May.
Toen Johnson deze eindstrijd gewonnen had, kreeg Michael Gove op 24 juli 2019 in het kabinet-Johnson de functie van Chancellor of the Duchy of Lancaster, vergelijkbaar met een minister zonder portefeuille, waarbij hem naast een ceremoniële taak ook de supervisie werd gegeven over de voorzorgen voor een eventuele "no deal brexit".
In februari 2020 werd Gove daarnaast de functie van Minister voor Kabinetszaken toegekend. Tot zijn verantwoordelijkheden behoorden het ondersteunen en adviseren van de premier bij het leiden van de regering van het Verenigd Koninkrijk en bij het ontwikkelen en implementeren van regeringsbeleid. Tevens vervangt de Minister voor Kabinetszaken de premier bij diens afwezigheid.
Bij de herschikking van het Kabinet Johnson II op 15 september 2021 werd hij minister Minister van Huisvesting, Wijken en Lokale Zaken. Toen Gove er op 6 juli 2022 bij premier Johnson op aandrong af te treden omdat zijn partijgenoten het vertrouwen in hem in hoog tempo verloren, ontsloeg Johnson hem nog dezelfde dag met onmiddellijke ingang. Een dag later kondigde Johnson zijn eigen aftreden aan. Gove was daarna weer enige maanden backbencher, maar herkreeg zijn ministersfunctie bij het aantreden van het kabinet-Sunak op 25 oktober 2022.

### Van Lagerhuis naar Hogerhuis
In mei 2024 kondigde Gove aan bij de Britse Lagerhuisverkiezingen 2024 geen kandidaat meer te zijn voor de parlementszetel van Surrey Heath. In 2025 werd hij in de adelstand verheven en kreeg een zetel in het Hogerhuis.

## Privé
Gove trouwde in 2001 met Sarah Vine, journaliste bij The Times en later Daily Mail-columniste, met wie hij twee kinderen kreeg. In juli 2021 kondigden ze hun echtscheiding aan.
- Gemeinsame Normdatei: 1013584783
- International Standard Name Identifier: 0000 0001 2278 6612
- Library of Congress Control Number: n96065678
- Nederlandse Thesaurus van Auteursnamen: 297435272
- Système universitaire de documentation: 121401057
- Virtual International Authority File: 41108604
- WorldCat: E39PBJcwyGKH4mwpxTKchC4KBP